# Награды Маньчжоу-Го

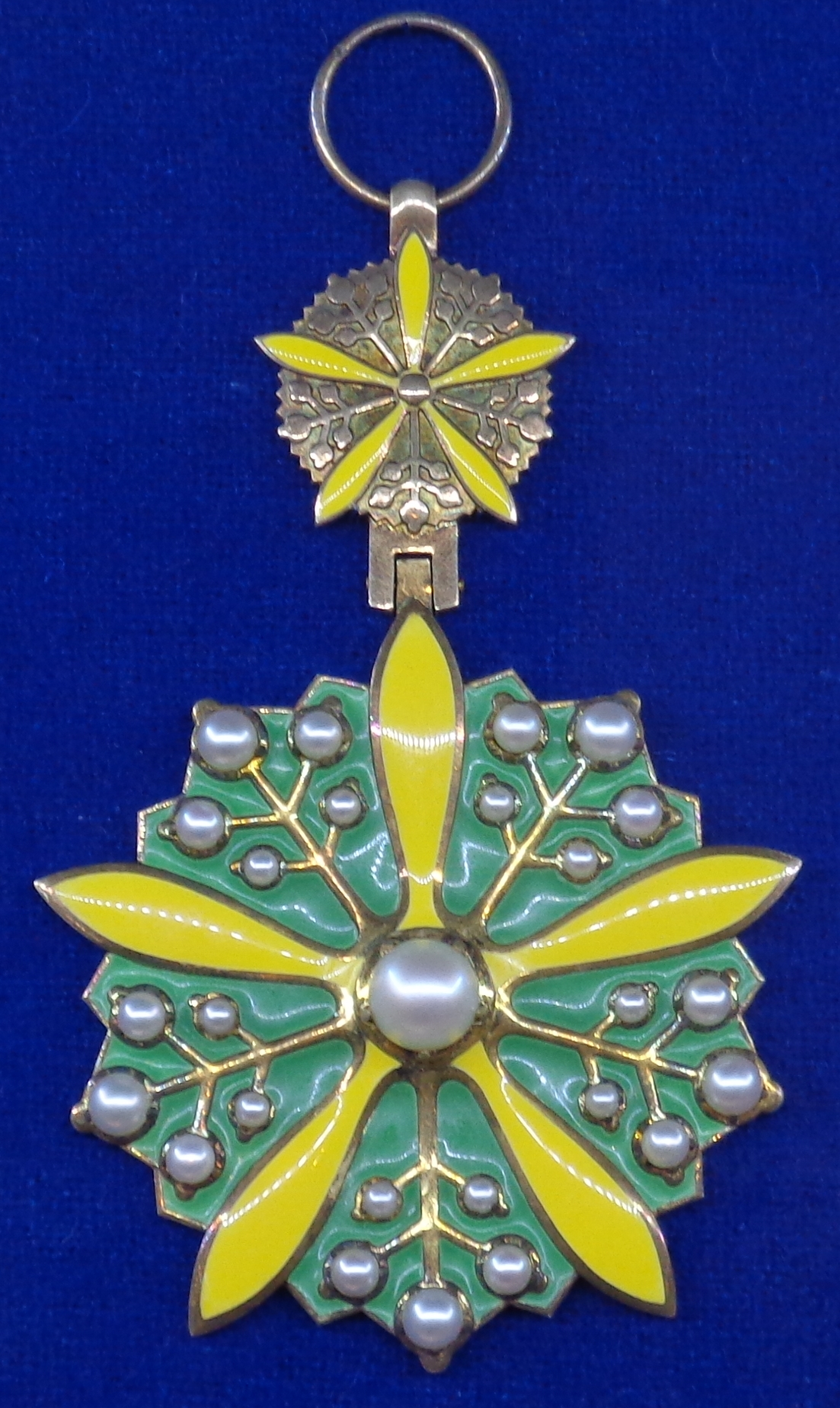
Знак ордена Цветущей орхидеи

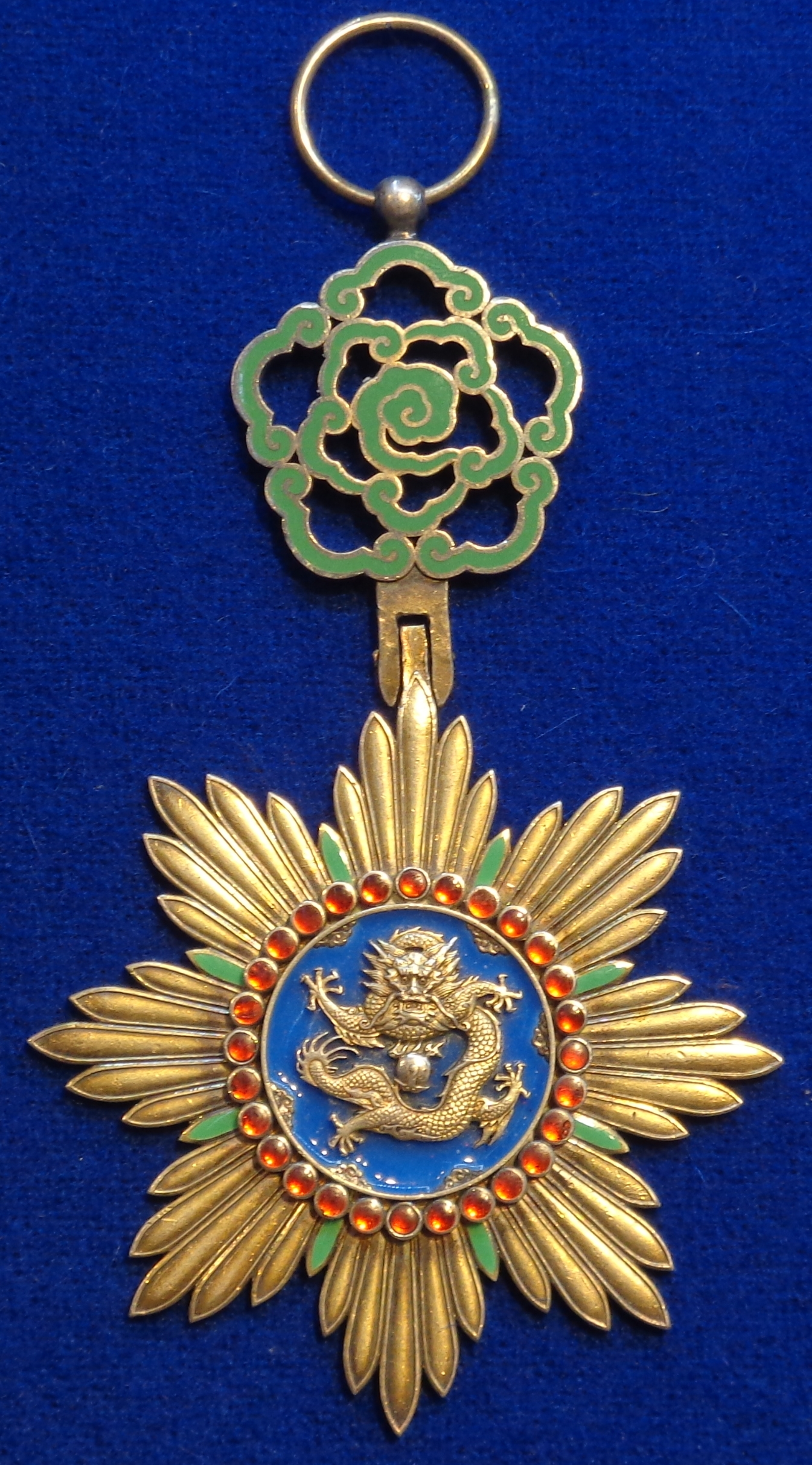
Знак ордена Прославленного дракона

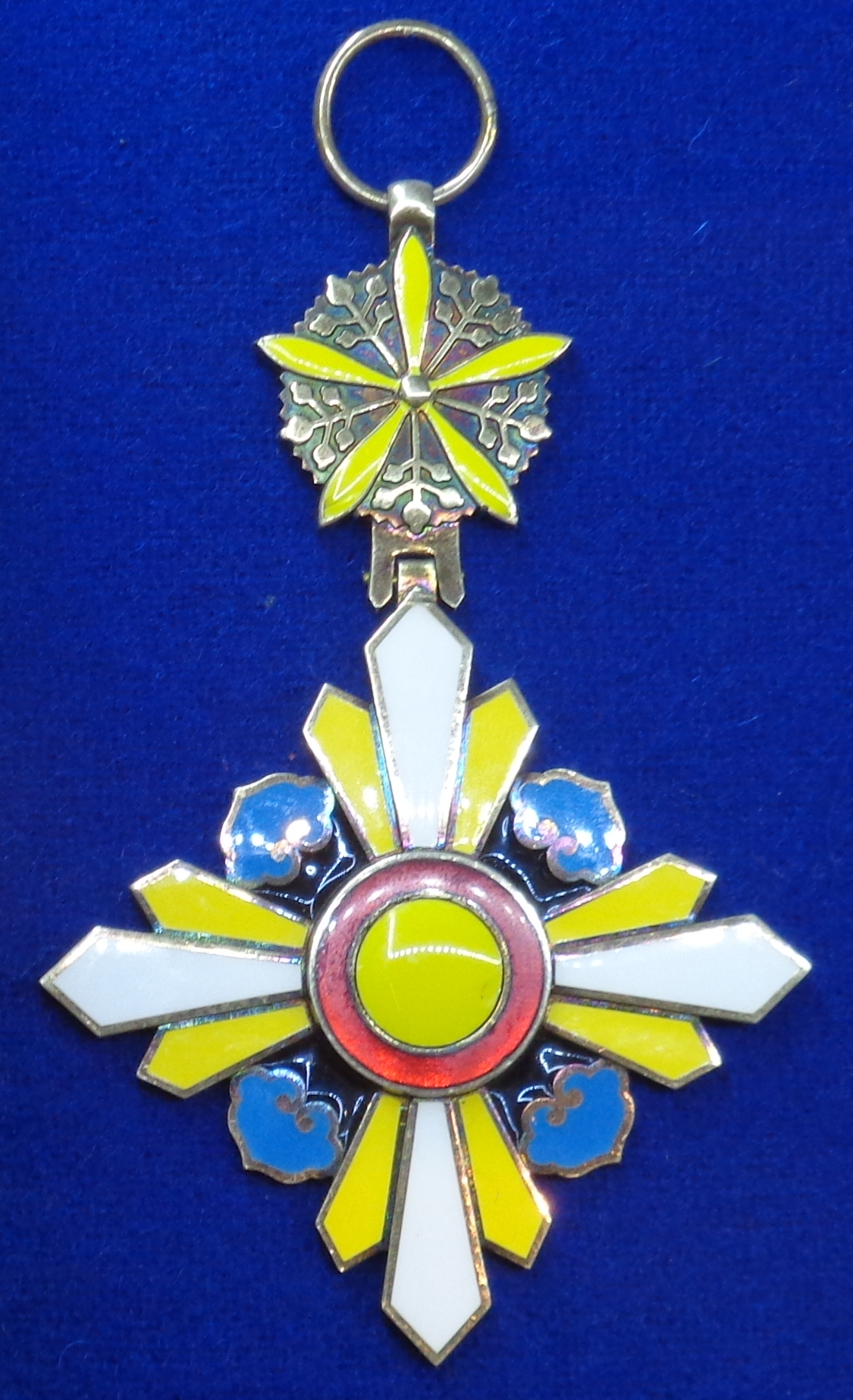
Знак ордена Благодетельных облаков

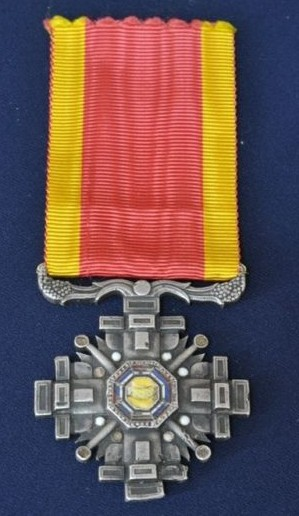
Знак ордена Столпов государства

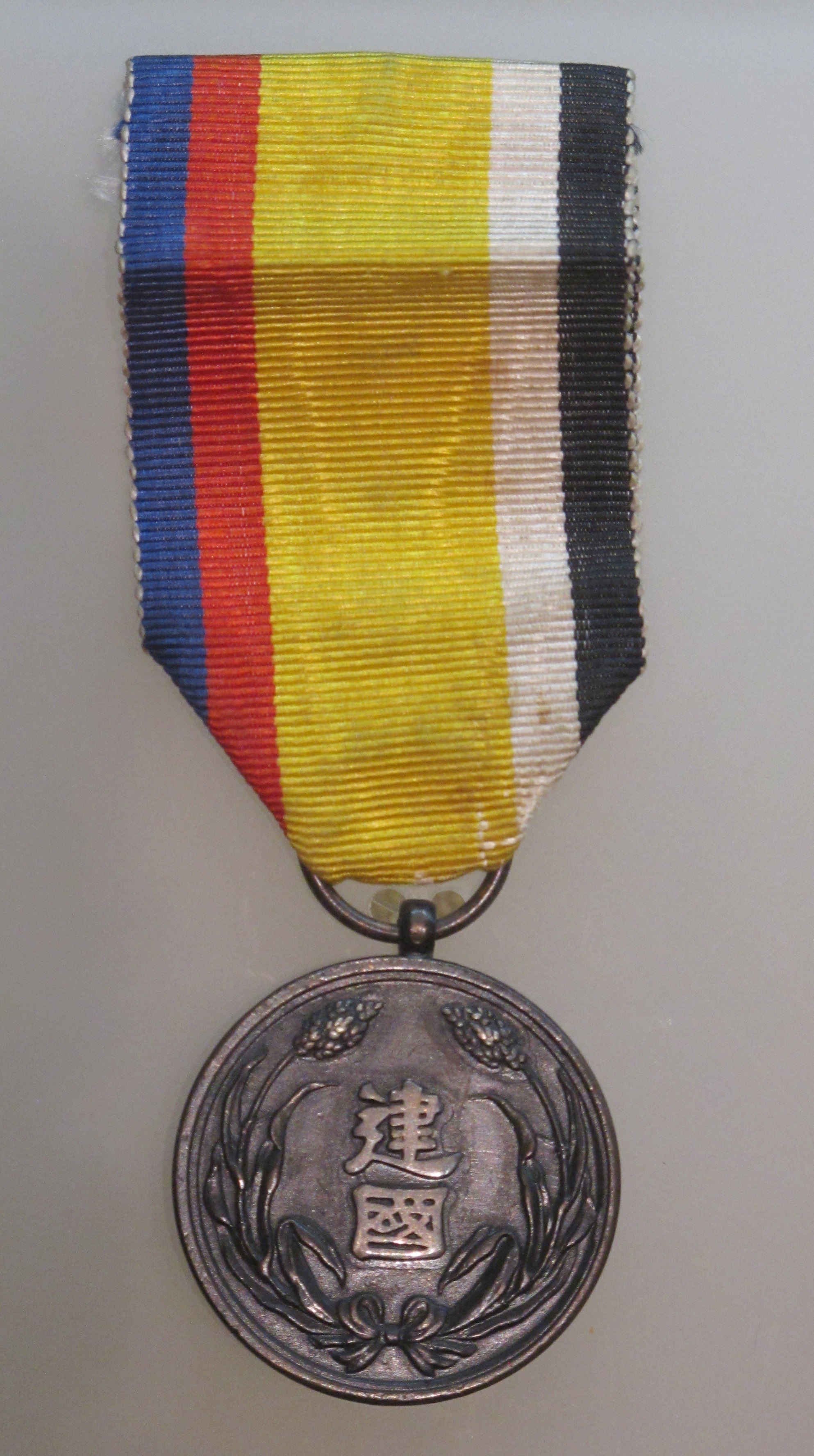
Медаль «Основание государства»

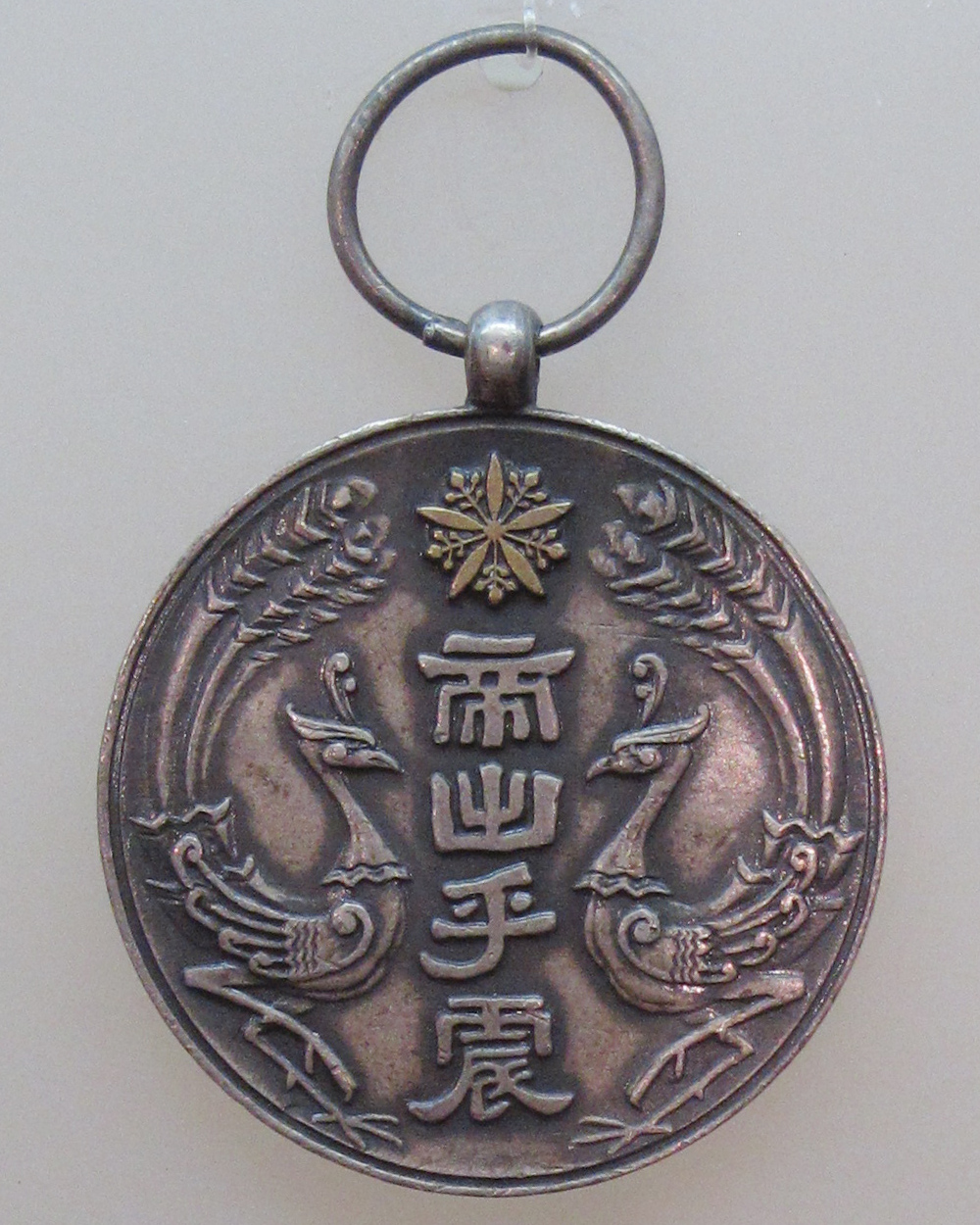
Медаль «Восшествие на престол императора»

1 марта 1934 года была провозглашена Великая империя Маньчжоу-Го. Своим первым эдиктом новопровозглашённый император Пу И объявил об учреждении наградной системы новой империи. Были учреждены три ордена: орден Цветущей орхидеи, ставший высшим орденом империи, орден Прославленного дракона и орден Благодетельных облаков. Все ордена Маньчжоу-Го имели свои полные аналоги в японской системе наград. Так, орден Цветущей орхидеи соответствовал японскому ордену Хризантемы, орден Прославленного дракона — ордену Восходящего солнца с цветами павловнии, а орден Благодетельных облаков, имевший 8 степеней — ордену Восходящего солнца.
19 апреля 1934 года был принят закон об орденах и знаках отличия, регулирующий вопросы наградной системы.
Как и сама империя Маньчжоу-Го, её наградная система находилась под полным контролем японских властей. Эскизы наград разработал профессор Токийского высшего технического училища Хата Сёкити. Заказы на изготовление наград размещались на монетном дворе в Осака. Контроль за награждениями вёлся командованием Квантунской армии, подавляющее большинство награждений приходилось на японских военнослужащих и чиновников.
Первый заказ на изготовление маньчжурских наград был направлен 31 марта 1934 года. Были заказаны:
орден Цветущей орхидеи с цепью — 1
орден Цветущей орхидеи на большой ленте — 1
орден Прославленного дракона — 7
орден Благодетельных облаков 1 класса — 25
орден Благодетельных облаков 2 класса — 40
орден Благодетельных облаков 3 класса — 25
орден Благодетельных облаков 8 класса — 1
Всего за время существования империи было изготовлено, по разным данным, от 166 до 196 тысяч орденских знаков всех степеней.
Первые награждения состоялись 9 мая 1934 года, когда были вручены 10 экземпляров орденов. 2 июня 1934 года вручено 28 орденов. 28 ноября 1935 года состоялось третье награждение — были вручены 4097 орденов офицерам Квантунской армии.
14 сентября 1936 года императорским эдиктом № 142 был учреждён орден Столпов государства в 8 степенях, ставший аналогом японского ордена Священного сокровища.
14 июля 1938 года были учреждены пять медалей для награждения за различные гражданские заслуги. Учреждены были и пять наградных знаков, носившихся без лент, и имевших более низкий статус, чем медали на лентах.
1 октября 1938 года были учреждены знаки отличия Общества Красного Креста Маньчжоу-Го: знак «За заслуги», знак Почёта и медали для особых и действительных членов общества. Как и в случае с орденами, эти награды повторяли собой аналогичные награды Красного Креста Японии.
11 ноября 1943 года был учреждён нагрудный знак Настойчивости в двух степенях, для поощрения подданных за трудовые заслуги.
Также разновременно было учреждено несколько памятных медалей, призванных увековечить различные важнейшие события в истории империи, такие как образование государства, восшествие на престол Пу И, визит императора в Японию, перепись населения, и др., а также несколько ведомственных наград, таких, как медаль Полицейских заслуг, и наград провинциальных властей.
С падением императорской власти в августе 1945 года прекратили своё существование и все награды Великой империи Маньчжоу-Го.

## Ордена
| Лента | Орден                        | Учреждён              | Степеней | Японский аналог                              |
| ----- | ---------------------------- | --------------------- | -------- | -------------------------------------------- |
|       | Орден Цветущей орхидеи       | 1 марта 1934 года     | 2        | Орден Хризантемы                             |
|       | Орден Прославленного дракона | 1 марта 1934 года     | 1        | Орден Восходящего солнца с цветами павловнии |
|       | Орден Благодетельных облаков | 1 марта 1934 года     | 8        | Орден Восходящего солнца                     |
|       | Орден Столпов государства    | 14 сентября 1936 года | 8        | Орден Священного сокровища                   |

## Гражданские медали
| Лента | Медаль                          | Учреждена         | Примечания |
| ----- | ------------------------------- | ----------------- | ---------- |
|       | Медаль «За содействие гармонии» | 14 июля 1938 года |            |
|       | Медаль «За моральные качества»  | 14 июля 1938 года |            |
|       | Медаль «За праведные свершения» | 14 июля 1938 года |            |
|       | Медаль Общественной службы      | 14 июля 1938 года |            |
|       | Медаль Культуры                 | 14 июля 1938 года |            |

## Памятные медали
| Лента | Медаль                                                          | Учреждена             | Примечания                                                                                                |
| ----- | --------------------------------------------------------------- | --------------------- | --- |
|       | Медаль «Основание государства»                                  | 1 марта 1933 года     | Учреждена эдиктом Главы государства № 11 в память первой годовщины провозглашения Государства Маньчжоу-Го |
|       | Медаль «В память первой годовщины основания государства»        | 1 марта 1933 года     | Учреждена эдиктом Главы государства в память первой годовщины провозглашения Государства Маньчжоу-Го      |
|       | Медаль «Основание империи»                                      | 1 марта 1934 года     | |
|       | Медаль «Восшествие на престол Императора»                       | 1 марта 1934 года     | Учреждена императорским эдиктом № 19                                                                      |
|       | Медаль «Визит Императора в Японию»                              | 21 сентября 1935 года | Учреждена императорским эдиктом № 116                                                                     |
|       | Медаль «Лояльность, верность и храбрость Императорской гвардии» | сентябрь 1936 года    | |
|       | Медаль «Национальная перепись населения»                        | 7 июня 1940 год       | |
|       | Медаль «Основание Национального храма»                          | 15 июля 1940 года     | Учреждена императорским эдиктом в память об открытии главного синтоистского храма Маньчжурии              |
|       | Медаль «Военный пограничный инцидент»                           | ноябрь 1940 года      | Учреждена императорским эдиктом № 310 в память о боях с монгольскими и советскими войсками на Халхин-Голе |
|       | Медаль «В память десятой годовщины основания Маньчжоу-Го»       | 1942 год              | |

## Награды Красного креста
| Лента | Медаль                                     | Учреждена           | Примечания                         |
| ----- | ------------------------------------------ | ------------------- | ---------------------------------- |
|       | Знак отличия «За заслуги»                  | 1 октября 1938 года | для женщин лента имела форму банта |
|       | Знак Почёта                                | 1 октября 1938 года |                                    |
|       | Медаль Особого членства в Обществе         | 1 октября 1938 года |                                    |
|       | Медаль Действительного членства в Обществе | 1 октября 1938 года |                                    |